# The Surprise of My Life
The Surprise of My Life è un cortometraggio muto del 1915. Il nome del regista non viene riportato. Prodotto dalla Essanay e distribuito dalla General Film Company, fu interpretato da Bryant Washburn, Ruth Stonehouse, Thomas Commerford, Lester Cuneo e Frank Dayton.

## Trama
Durante un party nella residenza di campagna di John Radcliffe, lo zio di Jack Davis, avvengono una serie di piccoli furti, dovuti inequivocabilmente a uno degli invitati. Una notte, sparisce anche la coppa d'oro destinata al vincitore di un torneo di golf. Viene allertata la polizia che manda a indagare il detective Joseph Pryor, fatto passare per uno degli ospiti. Pryor mette la nuova coppa in una sala, alla cui porta collega un allarme. Quella notte, l'intera casa si sveglia quando l'allarme si mette a suonare: anche Jack Davis che, sonnambulo, viene trovato davanti all'orologio dove si trova la coppa. Pryor poi spiega che il subconscio di Jack probabilmente è stato suggestionato dal libro che stava leggendo portandolo inconsciamente a commettere i furti.

## Produzione
Il film fu prodotto dalla Essanay Film Manufacturing Company.

## Distribuzione
Distribuito dalla General Film Company, il film - un cortometraggio a una bobina - uscì nelle sale cinematografiche statunitensi il 23 febbraio 1915.
Viene citato in Moving Picture World del 20 febbraio 1915.